# Diapsida
A Diapsida („két csúcsív”) négylábú állatok 300 millió évvel ezelőtt, a késő karbon kor idején kialakult csoportja, amelyeket a koponyájukon lévő két lyuk (halántékablak) különböztet meg. Jelentős részük kihalt. A ma is élő diapsidák a madarak, krokodilok, gyíkok, kígyók, tuatarák és talán a teknősök. Ezek közül a gyíkok elvesztették az egyik, a kígyók pedig mindkét halántékablakot, a madarak koponyája pedig jelentősen átstrukturálódott, de őseik alapján mégis a diapsidák közé soroljuk őket. A világon ma 14600 fajuk él, köztük a legtöbb repülő és mérges gerinces.
A halántékablakok a szem alatt, illetve felett helyezkednek el, így nagyobbra tátható az állkapocs és nagyobb, erősebb állkapocsizmok csatlakozhatnak. Kevéssé megmagyarázott ősi közös tulajdonságuk, hogy a felső kar csontjához, a humerushoz képest viszonylag hosszú a radius alkarcsont.
A kihalt Diapsida csoportok közt vannak a dinoszauruszok, a pteroszauruszok, plezioszauruszok, moszaszauruszok és egyéb, kevésbé ismert csoportok. Korai csoportjaik besorolása bizonytalan és még változhat.

## Taxonómiájuk

### Osztályozásuk
- Alosztály DIAPSIDA
  - Rend Araeoscelidia
  - Rend Avicephala
  - Rend Younginiformes
  - Öregrend Ichthyopterygia (ichthyoszauruszok)
  - Alosztályág Lepidosauromorpha
    - Rend Eolacertilia
    - Öregrend Lepidosauria (tuatara, gyíkok, ásógyíkalakúak, kígyók)
    - Öregrend Sauropterygia (plezioszauruszok)

  - Alosztályág Archosauromorpha
    - Rend Aetosauria
    - Rend Choristodera
    - Rend Phytosauria
    - Rend Prolacertiformes
    - Rend Pterosauria (pteroszauruszok)
    - Rend Rauisuchia
    - Rend Rhynchosauria
    - Rend Trilophosauria
    - Öregrend Crocodylomorpha (krokodilok és kihalt rokonaik)
    - Öregrend Dinosauria (dinoszauruszok)

### Filogéniájuk
```
Diapsida

|--
Araeoscelida

|-?
Sphodrosaurus

|-?
Palacrodon

|-?
Omphalosaurus

`--+--
Avicephala

    `--
Neodiapsida

          |--
Apsisaurus

          `--
Eosuchia

                 |-?
Younginiformes

                 `--+-?
Claudiosaurus

                       |-?
Ichthyopterygia

                       `--
Sauria

                              |-?
Thalattosauriformes

                              |--
Lepidosauromorpha

                              `--
Archosauromorpha
```